# Arany a prérin
Az Arany a prérin (eredeti cím olaszul: Anda muchacho spara!, más változatban Il sole sotto la terra, spanyolul: El sol bajo la tierra az USA-ban Dead Men Ride, vagy At the End of the Rainbow címen futott) Aldo Florio 1971-ben készült olasz-spanyol koprodukciós spagettiwesternje.

## Cselekmény
|  | Alább a cselekmény részletei következnek! |

Roy Greenford (Fabio Testi) és Emiliano (Massimo Serato) együtt szenvednek egy kényszermunka telepen. Roy bandita, ezért jutott börtönbe, de Emilianót ártatlanul ítélték el társai révén, akik megkaparintották a környékükön lelt aranyat és a bányászokat kizsigerelték. Roy a szökést tervezi és egy kést élez titokban. Ettől kezdve a film előzményeit különféle visszaemlékezésekből ismerhetjük meg.
A nyitó jelenetben Roy egyedül menekül azzal a lánccal a lábán, amivel korábban Emilianóval volt összefűzve. Az elcsigázott, rongyos, fáradt férfi egy tóhoz ér, ahonnét vizet próbál inni. Itt találkozik egy öregemberrel, Joselitóval (José Calvo), akire először késsel rátámadna, mert tart tőle, de már nincs ereje. Joselitó azonban felkarolja, vizet ad neki, majd kunyhójában leveszi róla a láncot. Azután este együtt vacsoráznak a többi munkással, mikor egy vérző bányász hozza két elhunyt társának testét. Aranyat próbáltak elvinni egy másik városba, ahol fegyvereket vásárolhatnak, s a sanyargatóik ellen szegülhetnek. Ő csak azért tudott életben maradni, mert halottnak tettette magát. A zsarnok mágnások Emiliano börtönbe juttatói: Redfield a fővezér (Eduardo Fajardo), valamint a kicsit púpos Lawrence (Ben Carra) és Newman (Romano Puppo). Roy nem szól semmit erről, ezért látszólag az aranyért fogadja el Joselito felkérését. Joselito pénzt ad neki, amiből fegyvert és ruhát vehet magának, azzal bemegy a városba. Redfieldék háza előtt látja, hogy épp aranyszállítmányt pakolnak be, amit katonákkal kísértetnek el. Roy betér a borbélyhoz, Manolóhoz (Luciano Pigozzi), akitől borotválást kér. A borbélynál fürdik Alan (Mario Novelli) is, Redfield egyik segédje. Manolóval kicsit szóba elegyedik, s a beszélgetés tárgya lesz Roy barátja, akinek az kimondja a nevét: „Emiliano.” Manolo ereiben a vér megfagy az ismerős név hallatán, gyorsan a szekrényéhez siet, ahonnét sörétes puskát vesz elő és rálő Royra, de mellétalál, ezért Roy a tükörből látva Manolót visszalő és leteríti. Alan és a többiek döbbenten állnak, de a tényállás világos, Manolo lőtt először.
Alan szól Lawrence-nak, s elmennek ketten Redfieldhez. Ott találják Newmant is, aki az asszonyával, Jessicával (Charo López), egy szép és fiatal lánnyal épp fegyvert tisztít. Jessica tulajdonképpen a foglyuk és Redfield Newmannak adta. Redfieldnek elmondják, mi történt, s az elküldi Newmant. Lawrence pedig Alant küldi el, míg Jessica az ablakból nézi, amint ura elmegy. De alighogy elfordul az ablaktól, Lawrence megragadja és erőszakkal megcsókolja. Lawrence-t hajtja a vágy a lány iránt, aki azonban nem szereti, de ha elmondaná Newmannak, akkor ő is meghalhat. Ezért kénytelen Lawrence kedvében járni, akivel lefekszik. Alan és Bart segít Lawrence-nek, mindig jeleznek mikor tér vissza Newman. Redfield viszont kifigyeli őket, akit undorral tölt el, hogy Lawrence magáévá teszi Jessicát. Maga is szerelmes a lányba, de amilyen gonosz és kegyetlen, ugyanúgy gyáva is, s nem merte magának megtartani Jessicát, ehelyett Newmannak engedte. Lawrence ezt nem nézte el, tudván, hogy csak testi hibája miatt nem lehetett az övé Jessica. Két őr is van, aki Lawrence-nak segít, s mindig jeleznek neki, ha Newman visszatér, így időben eltűnik.

Emiliano halála (Fabio Testi és Massimo Serato)

Roy úgy dönt, hogy ellopja Redfieldék aranyát és egy magaslaton lesbe áll, megcélozza a katonákat, de mielőtt lőhetne, banditák támadják meg a szekeret és a kísérőket megölik. A banditák valójában Redfieldék emberei, akiknek az aranyat kellett volna visszalopni. A bányászok meghallják a lövéseket és megpróbálnak odasietni, hátha találnak fegyvert, de a banditák gondosan összeszedik azt. Aznap este, amikor a tanyájukon megpihennek, Roy odamegy, megöli hármukat, és elveszi az aranyat, amiről aztán kiderül, hogy csak homok, ezért új tervet eszel ki. Másnap reggel beviszi Redfieldék háza elé és visszaadja nekik. Roy ezzel akar a bizalmukba férkőzni, hogy csatlakozhasson közéjük és így ölhesse meg őket.
Közben a bányászok még egy kísérletet tesznek, hogy fegyvereket hozhassanak. Azonban egyik társuk, a gyenge jellemű Miguel (Riccardo Petrazzi) néhány dollárért elárulja őket, ezért mindig megölik a küldönceiket. Miguel külön elárulja, hogy az egyik bányász holtnak tetteti magát.
Roy visszatér a városba, ahol találkozik Mortimer seriffel (José Nieto). A seriffet Redfield küldte, hogy járjon utána az idegennek, aki visszahozta a szekeret. Beszédbe elegyednek. Mortimer is éppúgy Redfield konspiránsa, s amikor kiejti Roy Emiliano nevét, a seriff és két embere is meg akarja ölni. Roy rádönti az asztalt Mortimerre, lelövi két emberét, majd a seriffet is. Redfield is ott áll, s végül Roy csatlakozik hozzá.
Este vacsora közben Lawrence sóvárgó tekinteteket vett Jessicára, amire Newman felfigyel és dühös lesz. A két férfi összeszólalkozik, de leintik őket. Mindenki nevet rajtuk, csak Roy nem, ami feltűnik Lawrence-nak és mérgesen követeli tőle, hogy nevessen. Már majdnem úgy látszik, hogy Roy kiprovokálja Lawrence-től a támadást, de Redfield felszólítja az embereket a nyugovóra. Roy és Jessica közben egymást nézik. A lány csodálkozik, hogy Roy nem nevette ki, amiből úgy érzi, hogy Roy talán más ember. A férfi Jessica arcát bámulva felismeri benne Emilianót, mert Jessica valójában az ő lánya.
Este Lawrence felmegy Jessica szobájába, s Roy követi. Newmant elküldték, hogy végezzen azokkal a bányászokkal, akik megpróbálnak fegyvereket venni, addig Alan és Bart leülnek figyelni, hogy Lawrence szabadon magáévá tehesse Jessicát. Lawrence bezárja maga mögött az ajtót, de valaki mégis kinyitja, így Roy be tud menni. A férfi erőszakoskodik Jessicával, s Roy majdnem közbelépne, de végül uralmat vesz magán és sorsára hagyja a lányt. Ehelyett odamegy ahhoz a székhez, ahová Lawrence letette a fegyverét és kiveszi belőle a töltényeket. Amint elmegy, előbukkan Redfield, aki kinyitotta az ajtót. Korábban is gyanakvással figyelt Royra, s a töltényeket visszarakja, közben hallgatózik a szobaajtón, ahogy Lawrence kiéli a vágyait Jessicán.
Roy tudja kik segítik Lawrence-t, ezért kinn az udvaron egy különös szárított füvet aprít, amit belerak Alanék demizsonjában. Mialatt azok kártyáznak, isznak is belőle.
Másnap visszajön Newman, s Alan és Bart még mindig alszik. Newman Jessicához akar felmenni, de zárva találja a szobát. Lawrence a dörömbölést hallva gyorsan szedelőzködik, de Newman amint észreveszi a púposnak az asztalon hagyott kalapját, betöri az ajtót és dühében ráveti magát. A verekedés közben Lawrence kezébe kerül a pisztolya és lelövi Newmant.
Roy tapasztalhatja, hogy valaki figyeli, de mégsem tanul az esetből. Bár nagy kísértést érez a sok arany láttán, ami Redfield pincéjében van, de titokban tevékenykedik tovább és a helyi távírókezelőhöz (Francisco Sanz) megy, akinek ezredesként mutatkozik be és szekeret kér tőle a hadsereg nevében. De az öreg felmutat neki két körözési lapot, amin az ő és Emiliano neve szerepel. Persze nem adja fel, hanem megígéri neki a szekeret, mert nyilván ő is ismerte Emilianót.

Redfield (Eduardo Fajardo). A Django fedezte fel
az olasz vadnyugati filmek számára, elsősorban negatív szereplőket játszott

Lawrence próbál utánajárni miért aludtak el Alanék, s Royra gyanakszik. Megnézi azt a zsákocskát, amiben a különös fű van, de Roy figyelmezteti, hogy ne szagolgassa, mert a fű mérgező. Lawrence értetlenkedve fogadja Roy tettét, mire az elmondja, hogy a növényt halottidézésre használják az indiánok. Lawrence megkérdezi, ki az a halott és Roy ismét kiejti Emiliano nevét. Ellenfele a pisztolyáért nyúl, mire Roy lelövi. Jessica is látja mi történik, de Redfield felhívja a figyelmét, hogy hiába halott Newman és Lawrence. Azzal, hogy odaadta magát Lawrence-nak, már senkinek sem kellene, ezért az ő sorsa hozzájuk van kötve. Redfieldnek jól jött Roy Newman és Lawrence kiiktatásában, most már csak őt kell kiiktatni. Roy ellenben még mindig bizakodik, hogy nem ismerték ki a szándékát, ezért elfogadja Redfield utasítását, hogy Alannal és két másik emberével kísérje el az aranyat. Alant nem véletlenül küldték mellé, mert végezni akar Royjal Lawrence miatt. Útközben Alanék megállnak és Roy is leszáll a lováról. A három férfi pisztolyt fog és körbeveszik Royt, de a férfinek előbb jár a keze. Azonban továbbra is a feje után megy és az aranyat elrejti, ő pedig visszamegy Redfieldhez. Azt hazudja, a kocsit megtámadták, Alanékat megölték, az aranyat pedig elrabolták, mire Redfield előhívja az ő banditáit, rájuk mutatva megkérdezi ők voltak-e. Roy ekkor döbben rá, hogy akik a katonákkal végeztek, Redfield emberei voltak. Őt leviszik a pincébe és elkezdik verni, hogy kiszedjék belőle mit tett az arannyal. Mivel nem bírják szóra, kikötik. Redfield elmondja, hogy kezdettől fogva tudta mit szeretne, de már az elején bakot lőtt. Redfield a további kínvallatással a szállítmányozást intéző emberét Christ (Goffredo Unger) bízza meg, aki egy csákánynyéllel üti Roy hasfalát. A kínzást Jessica is nézi, Redfield pedig szeretné, ha gyönyörködne benne, ugyanis a „szeretőjének” a gyilkosa most megbűnhődik. Redfield valószínűleg örül annak, hogy Roy kiiktatta riválisait, így már az arany és Jessica kizárólag az övé lehet.
Roynak a verés közben eszébe jut a táborban töltött idő, amikor Emilianót ostorozták a szeme láttára. Ő leütötte az őrt és így őt verték meg a barátja helyett. Jessicának is előjönnek a rossz emlékei, amikor megfosztották az apjától, akit Lawrence jól meg is vert.

Jessica (Charo López)

Akkor Jessica követelte, hogy hagyják abba és most sem tesz másképp. Elveszi Christől a nyelet és követeli Redfieldtől, hogy ő csinálja. Jessica bár fogoly, de megalázza ezzel Redfieldet, s a szemébe mondja, hogy nem mer semmit se csinálni, mindig másra bízza a piszkos munkát. Redfield elküldi az embereit, Royt otthagyja a pincében, bízva abban, hogy később megered a nyelve. A pince kulcsát Chrisre bízza, aki épp nyugovóra tér, a szállásán viszont ott találja Jessicát a hálóruhájában. Jessica levetkőzik Chris előtt, ezzel akarván szerelmét csábítani. Chris, aki jóval idősebb, Jessica meztelen teste láttán nem bír ellenállni és lefekszik vele. A lánynak viszont súlyos kétségei vannak eközben, ez arcán is jól látszik és érzelmileg rendkívül fájdalmas számára. A szeretkezés után Chris elalszik, mire Jessica felkel, felöltözik és elviszi a kulcsot. Egy kés is van nála, amivel kiszabadítja Royt, s elviszi a lóistállóhoz. Ott megöli az egyik őrt, amivel Roynak felrémlik a szökése Emilianóval. Az őrt ő is megölte a késével, majd amilyen gyorsan csak lehetett, az ostorozástól elgyengült Emilianót felkapva elmenekül. Először a távíróhoz mennek, akinél otthagyja Jessicát, majd tovább megy a bányászfaluba, ahol Joselito elrejti.
Másnap Roy és Jessica hűlt helyét találják. Redfield pontosan tudja mi történt, s az aranyért és a lányért kétszeres oka van megölni Christ, aki hiába mentegeti magát reszketve, Redfield keresztüllövi.
Redfield embereivel elvágtat a faluba. Előbb Miguelt faggatja, s az árulót leleplezi mindenki előtt. De ő nem tud semmit, ehelyett Joselitóhoz küldi. Joselito nem felel, ezért arra kényszerítik a bányászokat, hogy fejjel lefelé a vízbe lógassák. Mintha már az látszana, hogy a kínzástól az öreg meghalt és Redfieldék csalódottan tovább állnak, de előtte Redfield kihirdeti, hogy 1000 dollárt és kegyelmet ígér annak, aki Jessicát és Royt előkeríti, aki pedig rejtegeti, arra halál vár. De Joselito életben marad.
A többiek korholják Royt, mért nem lépett közbe, de Joselito szerint is jobb, hogy nem tette meg. Az áruló iránt viszont mérhetetlen a dühe az embereknek. A szerencsétlen könyörög, hogy hagyják elmenni. Olyan képtelen magyarázatokat akar adni tettére, hogy ő is pénzt gyűjtött, hogy fegyvereket lehessen szerezni. Próbálja az embereket Roy ellen hangolni, s könyörög Joselitónak, hogy ő is közéjük való, de az öreg azt válaszolja neki, hogy a megölt társaik is éppúgy közéjük valók voltak. A férfit megfojtják, s az öreg keresztet vet, miután először ítélkezett ember felett.
A távíró elhozza a kocsit Roynak és vele együtt Jessicát is. Joselito szeme könnybe lábad, mert Jessica az ő unokája. Roy elindul a szekérrel az aranyért, amit a város főterén hagy, reggel megtalálják Redfield emberei, akik vezetőjükért indulnak. Redfield öt emberével áll a főtéren, amikor megjelenik egy porfelhő mögül Roy és pástra áll. Roy leteríti Redfield embereit, de a neki szánt lövést elvéti. Redfield már megölné Royt, de megjelenik Joselito és kilövi a kezéből a pisztolyt, majd odaveti a gonosz lábai elé a láncot, amin Emiliano is raboskodott. Roynak felrémlik mi történt vele és barátjával, s arra is, hogyan került Emiliano ártatlanul börtönbe. Redfieldék megvásárolták a bírót, Mortimer seriffet és Manolót, utóbbi volt a hamis tanú. Amikor megszökött Emiliano Roy-jal, idővel már nem bírta az utat és meghalt. Halála előtt még megkérte Royt, hogy ölje meg Redfieldet és a cimboráit, az arany pedig legyen az övé. Roy levágta késével barátja lábát és így szabadította meg a bilincstől. Ezután Joselito lyukat ereszt az egyik zsákba és kijelenti, a párbaj akkor indul, amikor az utolsó szem arany is kifolyik a zsákból. Mikor az arany elfolyik Redfield és Roy megvív – Redfield elesik.
A bányászok szabadok, de jönnek újabb szerencsevadászok. Ezúttal azonban résen lesznek és elküldik őket. Roy is szedelőzködik, hogy odébb álljon. Az arany már nem kell neki, de van aki vele kíván tartani: Jessica. A végén megjelenik az öreg távíró és két lovat ad Roynak, amivel ő és Jessica ellovagolnak.

## Szereposztás
| Szereplő | Színész                      | Magyar hang     |
| --- | ---------------------------- | --------------- |
| Roy Greenford | Fabio Testi                  | Vass Gábor      |
| Emiliano | Massimo Serato               | ?               |
| Redfield | Eduardo Fajardo              | Szersén Gyula   |
| Manolo | Luciano Pigozzi              | ?               |
| Bányász | Daniel Martin                | ?               |
| Jessica | Charo López                  | Ősi Ildikó      |
| Joselito | José Calvo                   | Versényi László |
| Lawrence | Ben Carra                    | Csuja Imre      |
| Newman | Romano Puppo                 | Kárpáti Tibor   |
| Mortimer seriff | José Nieto                   | Balázsi Gyula   |
| Chris | Goffredo Unger               | Csuha Lajos     |
| Öreg távírász | Francisco Sanz               | Kun Vilmos      |
| Miguel | Riccardo Petrazzi            | Gesztesi Károly |
| Pénztáros | Miguel Del Castillo          | ?               |
| Alan | Mario Novelli                | ?               |
| Bart | Joaquín Parra                | ?               |
| Szajha | Barbara Pignaton             | ?               |
| I Bányász | Mario Morales                | ?               |
| II. Bányász | Fabián Conde                 | ?               |
| III. bányász | Tomás Picó                   | ?               |
| Ismeretlen szereplők | Erik Schippers Rufino Inglés | –               |
| További magyar hangok |                              |                 |
| Holl Nándor, Imre István, Izsóf Vilmos, Juhász György, Kun Vilmos, Lázár Sándor, Rosta Sándor, Rudas István, Szalay Imre, Varga Tamás |                              |                 |

## A film forgatása és fogadtatása
A spagettiwestern 1968-ban érte el tetőpontját Sergio Leone Volt egyszer egy Vadnyugat-jával és talán Sergio Corbucci A halál csöndje c. alkotásával. Az utánuk érkező olasz vadnyugati filmek már csekély sikert arattak, ami nem is csoda, mert az olasz rendezők legtöbbje csak úgy dobálózott össze-vissza a műfajjal, amelynek az 1960-as évekre már a teljes hanyatlás jutott hazájában.
Aldo Florio klasszikusa a forgatás óta eltelt idő távlatából már kultuszfilmnek számít. Lényegében még idézi a hőskort, de deheroizáló abból a szempontból, hogy a főhős nem egészen körültekintő és óvatlan, emiatt majdnem pórul jár. Florio Sergio Leone első klasszikusát az Egy maréknyi dollárért-ot vette mintául. Az arany elrablása ott is megjelenik a filmben, s ugyanúgy katonáknak kell fizetni az életükkel. A fogva tartott női személy motívuma is onnan van, akit a gazemberek saját maguknak vettek el. Az Arany a prérin-ben egy lány sínylődik, akinek el kell viselnie, hogy rendszeresen szexuálisan molesztálják. Bizonyos párhuzam mutatható ki Corbucci A halál csöndje filmjével e tekintetben. Az egyik gonosz szereplő ott is Lawrencét túlhaladó mániákus vágyat érez egy asszony iránt, akit „szerencsére” a főhős kap meg. A történet azonban sajnos mindkettejük halálával ér véget. Az ezzel egy időben forgatott Volt egyszer egy Vadnyugat-ban a főszereplő gazembert alakító Henry Fonda és női főhős Claudia Cardinaléval bújik ágyba. Noha a két színész között jelentős korkülönbség volt, a nézők egyáltalán nem szúrt szemet mindez, hiszen Fonda világsztár volt (ráadásul ebben az életkorban is igen kisportolt, fes férfi), s csupán az „elvetemült gazember” alakítása volt sokak számára elfogadhatatlan.
Florio Corbuccihoz hasonlóan itt is kiforgat néhány olyan dolgot, amely a filmtörténetben nagyon megszokott: a szerelem beteljesülése. Az Arany a prérin-ben viszont mindez másképp zajlik. Feltételezhető azonban, hogy az erotikus tartalmú jelenetek nem Floriótol, hanem segédrendezői ötletekből valók.
Jessica kénytelen kegyeiben az egyik negatív szereplőt részesíteni, aki némi testi retardáltsággal is meg van áldva, ugyanis púpos (A halál csöndjében is az említett gonosz szereplő is rendelkezett fizikai hibával), bár fiatalsága némileg ellensúlyozza mindezt, ezért a nézők számára kevésbé feltűnő. Chris és Jessica szeretkezési szcénája viszont annál borzongatóbb. Chris öreg, nem néz valami túl jól, s bár kényszerből, de ennek adja magát oda Jessica a legteljesebb mértékben. Egyes kritikai hangok elfogadhatóbbnak találják ezt a részt, mert a Ben Carra által megformált Lawrence-t sokkal visszataszítóbbnak találják mint a Goffredo Unger alakította Christ (a színész-statiszta a közelmúltban 2009. nyarán hunyt el), mások viszont fordítva tekintenek erre, akik hangsúlyozzák, hogy Lawrence fiatal. Ben Carrára nem véletlenül osztották ezt a szerepet, mivel több ízben is játszott erotikus tartalmú giallókban, ahol gyakorta erőszakoskodó, vagy kéjsóvár férfiakat alakított. Egy évvel az Arany a prérin után forgatták a Perché quelle strane gocce di sangue sul corpo di Jennifer? c. olasz giallóban is pont ilyen karakterben tűnt fel, akit kéjgyilkossággal is gyanúsítanak beteges féltékenysége miatt, de valójában nem ő tettes. Mellesleg ennek a filmnek a zenéjét is Bruno Nicolai szerezte, mint az Arany a prérin-jét, s Carra partnere George Hilton is neves színésze a spagettiwesterneknek. További párhuzam mutatható ki még Dino Rissi Fehér telefonok c. filmjével, ahol a főszereplő Agostina Belli számos idősödő, de magas rangú fasiszta vezető, így a Duce szeretője is lesz.
Charo López nem szívesen emlékszik erre a filmre, mivel nagyon nehezére esett a meztelenkedés, ezért nem engedte, hogy a kamera a testéből többet mutasson meg. Csak néhány filmkocka erejéig láthatja a néző a színésznő idomait, a többi képsorban azután a kamera csak az arcát vette fel.
1968-ban készült Umberto Lenzi: A cowboy száz halottja c. vadnyugati filmje, ahol az egyik mellékszerepet a komikus alakításai miatt ismert Víctor Israel kapta (A Jó, a Rossz és a Csúf egyik jelenetében egy konföderációs tisztként Lee Van Cleeffel beszélget). Israel egy szexuálisan aberrált ronda férfit játszott, akinek nemi erőszakos gyilkosság is szárad lelkén, majd miután megszökik, egy fiatal nőt (Gloria Osuña) ismét megpróbál megtámadni.
Leone filmjében úgyszintén sor került katonák lekaszabolására az aranyért, akárcsak itt, de ellentétben az előzővel, Floriónál harc bontakozik ki és nem mészárlás.
Legfőbb témája azonban a bátorság. Különösen Jessicáé fontos, aki bátran szemébe néz a fogva tartójának, elragadó tekintete pedig nagy magasságokba fokozza a hangulatot. Jessica képébe Florio Mária Magdolna mását vetíti bele, akiről mint ismeretes számos erkölcstelen dologban volt része Jézussal való megismerkedése előtt. Itt annyi különbség van, hogy a filmben látható „erkölcstelen” történésekben Jessicának nem önként van része.
Redfield mindent megkapott, de mások segítségével. Ő maga nem tudott fellépni személyesen, mert a jellem hiányzik belőle, hisz mindössze egy gerinctelen meghunyászkodó féreg, távolról figyeli az eseményeket, sehol nem tud közbelépni. Lawrence, jóllehet negatív szereplője a történetnek, de elég bátor és némileg szemtelen is volt ahhoz, hogy Jessica megszerzésére fellépjen, vállalva azt, hogy ha ha ez kiderül, akkor Newman végez vele. Joselito bátorsága is kiemelendő, hisz majdnem az életével fizetett, mert ellenállt annak, hogy elmondja hol rejtőzik az unokája és Roy.
Sergio Leone filmjéből Floriónak sikerült áthoznia José Calvót, aki ott Silvanito fogadóst játszotta, szintén szenvedő alanya volt a cselekménynek (nem is egy alkalommal), míg Fabio Testi egy mellékszerepet játszott a Volt egyszer egy Vadnyugat-ban, Frank, azaz Henry Fonda csatlósaként. A végső összecsapás porfelhős jelenete is csaknem megegyezik az Egy maréknyi dollárért-tal. Fabio Testi, akárcsak Clint Eastwood, itt is ponchót visel. Ekkor Redfield komoly válaszút elé kerül, hisz nem tudja mit tegyen. Az értékes arany kifolyik a zsákból, ő pedig olyan kapzsi, hogy minden garast a fogához ver és társait akarja kijátszani, de nem tudja eldönteni, hogy Royra ügyeljen, vagy az arany szétszóródását gátolja meg. Végül az arany elvesztése miatti dühében lelőné Royt, de nincs esélye rá.
Számos művészi toposz is kimutatható a jelenetekből. Miguel kivégzése is igencsak drámai erejű, szintén bibliai átültetésű toposz, ahogy a férfi szinte már sírva rimánkodik az őt körülálló társainak, akik rezzenéstelen és gyűlöletteljes arccal figyelik a szánalmas lényt, aki kevéske pénzért besúgta Redfieldnek, hol és mikor próbálnak meg fegyverekért menni. Végül a kínzást túlélt Joselito mondja ki rá a végső ítéletet, bár lehet szíve mélyén elengedte volna, hisz nincs joga bírót játszani.
A másik fontos toposz az utolsó párviadal, ahol Roy, Joselito és Redfield előtt felsejlenek a múlt képei, az egykori bűnök és szenvedések. Emiliano bosszúvágya, amelyet ugyan nem tud keresztülvinni, de Roy személyében van ember aki megteszi helyette és elégtételt ad a film többi szenvedőt játszó szereplőjének. A harmadik igencsak lényeges toposz Roy menekülése, illetve a pincében történt megkínzása, amely a Passió-története alapján született. De Roynak nem kell kiszenvednie, mert Jessica leállítja egyszerű női személyével a kínzást.
Massimo Serato kiemelkedő képességű színész, ugyan csak néhány jelenetben jut szerephez, de szerepe a filmnek egyik kulcsmotívuma, ahogy ott áll a megvesztegetett bíróság előtt, majd a munkatelepen ostorozzák, s végül kínlódva próbál menekülni Roy-jal. Az utat nem bírja, s mielőtt még meghalna, Roynak átadja utolsó kívánságát, azután barátja levágja a lábát.
A film sikeréhez hozzájárul még Bruno Nicolai, Ennio Morricconét ostromló nagyszerű filmzenéje is.
A forgatási munkák a spanyolországi Alcalá de Henares környékén zajlottak.
A filmnek van magyar párhuzama is. A végső párbajnál Fabio Testi mozdulata később visszatükröződik Szomjas György: Talpuk alatt fütyül a szél c. 1976-os easternjében.

## Bevételek
Spanyolországban a film majdnem 17 millió peseta bevételt hozott a filmszínházi jegypénztáraknál.